# 1975年中華民國立法委員選舉
1975年中華民國立法委員選舉於1975年12月20日舉行，為中華民國第一屆立法院第二次增額立法委員選舉。當時中國國民黨執政的中華民國政府以正值動員戡亂時期，且主張主權涵蓋的中國大陸無法舉行選舉為由，僅在台灣地區辦理選舉，核定52個名額（含15名國外僑選立委）。
據在臺北市選區參選的康寧祥回憶，當時蔣經國在立法院說過「支持現任立委連任」，因此對於無黨籍人士相對客氣，如康寧祥所在的臺北市選區、黃順興所在的臺灣省第三選區、許世賢所在的臺灣省第四選區，國民黨都採取不足額提名，在競選活動上不像過去發動媒體醜化黨外，或者任國民黨籍候選人大肆買票。:202然而郭雨新所在的臺灣省第一選區仍發生作票事件。

## 舉行
1975年中華民國立法委員選舉經一日投票選舉後，經統計，全台灣選舉人數為8,410,775；投票人數6,389,311，投票率高達75.97%，比1972年的選舉高出8.79%。此次選舉順利選出區域、山胞及職業團體立委37位，加上由總統遴選的僑選立委15位，合計52位增額立委。

## 區域、山胞及職業團體立委當選名單
| 選區             | 選區               | 名額 | 中國國民黨                     | 中國青年黨 | 無黨籍         |
| ---------------- | ------------------ | ---- | ------------------------------ | ---------- | -------------- |
| 台北市           | 台北市             | 5    | 李志鵬、李東輝、周文璣         |            | 蔡萬才、康寧祥 |
| 台灣省           | 第一選區（北基宜） | 4    | 邱永聰、鄭水枝                 | 張淑真     | 林榮三         |
| 台灣省           | 第二選區（桃竹苗） | 3    | 呂學儀、邱仕豐、邱家湖         |            |                |
| 台灣省           | 第三選區（中彰投） | 5    | 陳幼石、劉松藩、張啟仲、洪宣治 |            | 黃順興         |
| 台灣省           | 第四選區（雲嘉南） | 5    | 張文獻、陳水亮、蕭天讚、辛文炳 |            | 許世賢         |
| 台灣省           | 第五選區（高屏澎） | 4    | 洪慶麟、王金平、張瑞妍、李長貴 |            |                |
| 台灣省           | 第六選區（花、東） | 1    | 許添枝                         |            |                |
| 福建省（金、連） | 福建省（金、連）   | 1    | 吳金贊                         |            |                |
| 山胞             | 山胞               | 1    | 華愛                           |            |                |
| 農民團體         | 農民團體           | 2    | 黃世英、蔡友土                 |            |                |
| 漁民團體         | 漁民團體           | 1    | 黃澤青                         |            |                |
| 工人團體         | 工人團體           | 2    | 謝深山                         |            | 楊登洲         |
| 工業團體         | 工業團體           | 1    | 汪竹一                         |            |                |
| 商業團體         | 商業團體           | 1    | 黃綿綿                         |            |                |
| 教育團體         | 教育團體           | 1    | 劉芳遠                         |            |                |

## 僑選立委遴選名單
| 選區   | 包含地區           | 名額 | 中國國民黨                                    | 無黨籍 |
| ------ | ------------------ | ---- | --------------------------------------------- | ------ |
| 第一區 | 東北亞地區         | 1    |                                               | 林以文 |
| 第二區 | 港澳地區           | 3    | 徐亨、黎晉偉                                  | 謝伯昌 |
| 第三區 | 亞洲其他地區       | 5    | 蔡廷碩、余鶴史、雲昌鎊、陳錦濤 (印尼)、劉英若 |        |
| 第四區 | 北美洲及中南美洲   | 4    | 李實卿、梅友謀、司徒政、陳錦濤 (厄瓜多)       |        |
| 第五區 | 歐洲、非洲及大洋洲 | 2    | 陳沛泉、劉彰德                                |        |

## 得票統計
各區域選區、山胞及職業團體的詳細投票結果，於上述列表列出。

## 事件
- 彰化縣的白雅燦競選期間，於西門町發放傳單，內容質疑行政院長蔣經國二十九大問題[5]，其中包括「蔣孝勇違背教育部法令轉學台灣大學政治系」、「蔣介石遺產稅繳納問題」、「要求蔣經國公佈財產」、「要求蔣經國召回在海外子女婿孫等回國居住以示決心與台灣人民共生死」、「釋放所有政治犯」、「委派台灣人擔任軍事、警察首長」、「解除戒嚴令」、「解散中國反共青年救國團」、「要求嘗試透過與蘇聯建交、與中共談判，已突破外交困境」等話題。結果，白雅燦被以「散發傳單、主張與蘇聯建交並與中共貿易、違反基本國策、顯然企圖鼓動叛亂情緒」與其弟弟及印刷商等四人被捕。

- 宜蘭縣出現高達5萬多張的「廢票」導致黨外人士郭雨新落選，而國民黨的林榮三卻怎麼圈都算有效票，被懷疑是用「抹紅法」做票，也就是選務人員手指抹紅印泥，在對手選票上的圈蓋處附近「抹紅」汙損，而被當「廢票」處理，是最有效率的做票方法。除此之外，後來在修整馬路時更是挖出一大袋投給郭雨新的選票。[6]